# Peter Downsbrough
Peter Downsbrough (New Brunswick (New Jersey), 8 september 1940 – Brussel, 10 augustus 2024) was een Amerikaans kunstenaar en architect. Hij woonde en werkte in Brussel en New York.
Downsbrough beperkte zich tot zwarte monochromie en stond bekend om zijn conceptuele en minimalistische sculpturen en installaties. Veel werken bevatten korte woorden in schreefloze hoofdletters. Vaak zijn het Engelse voorzetsels (and, as, to, from}, voegwoorden (if, but) en bijwoorden (here, there), maar niet alles past in dat stramien, zo staat aan de Brusselse Émile Jacqmainlaan het werk AND / MAAR, OP - AND / POUR, ET.

## Selectieve bibliografie
- Adjust, Centre d'art contemporain Luxembourg, 1996
- Near / Prés : Maison de la Culture, Alain Buyse, Lille, 1995
- Peter Downsbrough, Pavillon de Bercy, 1996

## Persoonlijke tentoonstellingen
- Bibliothèque nationale, Paris 2004
- Palais des Beaux Arts Bruxelles 2003
- MAMCO, Genève 1999